# Helga Plantare
Helga Karolina Plantare, född 17 september 1904 i Ångermanland död 1984, var en svensk författare. 
Helga Plantare gifte sig 1929 med Nils Helmer Manfred Plantare. Både Helga och hennes man drabbades under 1940-talet av tuberkulos och bodde under några års tid på Hällnäs sanatorium.
Helga Plantare skrev poesi, kåserier och noveller var av en del publicerades i Västerbottenskuriren, Hemmets vän och i Svenska Journalen. Hon översatte även en del engelska böcker till svenska bland annat Cathryn Kuhlmans I believe in miracles (Jag tror på underverk). Helga fick sin första bok publicerad 1967 på Halls förlag, Jönköping. Det var diktsamlingen Stjärnor över gränsland. Därefter skrev hon fyra romaner i en serie: Den mycket älskat 1970, Ingen hinner fram 1971, Livets fjärde Dimension 1972, Läker de slagnas sår 1974. Böckerna speglade bondesamhället och genomsyrades av en kristen livssyn.